# Tertön
Een tertön is iemand in het Tibetaans boeddhisme die terma's vindt, verborgen schatten, religieuze teksten en voorwerpen die bewust werden verborgen om ze enkele honderden jaren te bewaren.
Jamgon Kongtrül Lodrö Thaye's geschrift De kostbare krans van lapis lazuli brengt een overzicht bijeen van de biografieën van 108 belangrijke tertönen. Het ontdekken van een terma vond tot in de 20e eeuw nog plaats en nog niet alle terma's zijn teruggevonden.

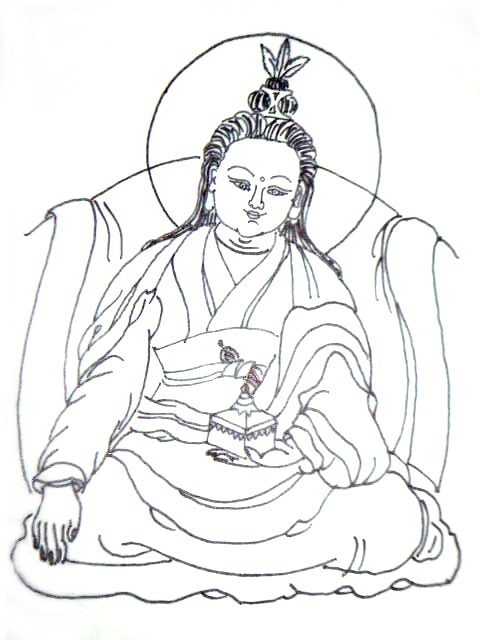
Tertön Rigzin Gödem

## Nyingma-tertön
De vondst van terma's begon met de eerste tertön Sanggye Lama (1000-1080). Belangrijke tertönen waren onder andere:
- Nyangral Nyima Öser (nyang ral nyi ma 'od zer; 1124-1192),
- Goeroe Chöwang (gu ru chos dbang; 1212-1270),
- Rigzin Gödem (1307-1408), Noordelijke schatten
- Longchen Rabjam (1308-1363),
- Orgyen Lingpa (o rgyan gling pa; 1323-?)
- Dorje Lingpa (rdo rje gling pa; 1346-1405), (ook bön)
- Ratna Lingpa (rat na gling pa; 1403-1478),
- Pema Lingpa (1450-1521), Zuidelijke schatten
- Terdag Lingpa Gyurme Dorje (gter bdag gling pa 'gyur med rdo rje; 1646-1714), (Mindroling-traditie, behoort ook tot de zuidelijke schatten)

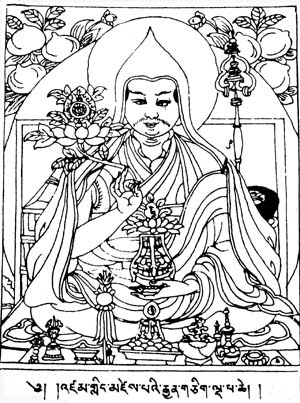
Vijfde dalai lama Ngawang Lobsang Gyatso

- Orgyen Chogyur Lingpa (1829-70).
- Lingtsang Gyalpo (? - ca. 1942)

## Sarma-tertön
In de drie nieuwe scholen (Sarma) en in de Tibetaanse bön kwamen in mindere mate terma's voor. Belangrijke tertönen van de nieuwe scholen:
- Atisha (11e eeuw)
- Rechungpa (1084-1161)
- 3e Karmapa Rangjung Dorje (1284-1339)
- Drigung Rinchen Püntsog (1509-?)
- Ngawang Lobsang Gyatso (1617-1682), vijfde dalai lama gelugtraditie
- Jamyang Khyentse Wangpo (1820-1892), (sakya- en rimémeester)

## Bön-tertön
- Dorje Lingpa (1346-1405), (ook nyingma)
- Yungdrung Lingpa, ook bekend onder Jamgon Kongtrül Lodrö Thaye.